# Sadequain
Syed Sadequain Ahmed Naqvi (* im 30. Juni 1930 in Amroha, Indien; † 1987 in Karatschi, Pakistan) war der berühmteste Maler und Kalligraf Pakistans.

## Leben
Sadequain war der Sohn eines muslimischen, urdusprachigen Kalligrafen aus Uttar Pradesh (Nordindien). Da es in seiner Familie zahlreiche Koranschreiber gab, lernte er früh die Kraft der Verse und die Ästhetik der Kalligrafie kennen. Als Jugendlicher streifte er in seiner Freizeit durch die Straßen von Delhi und malte antibritische Parolen auf Wände und Gehwege. Er verdiente sich mit dem Zeichnen von Karten und dem Illustrieren von Lehrbüchern etwas Geld. Er studierte an der Universität von Agra, wo er 1948 seinen Abschluss machte und zog Anfang der 1950er Jahre nach Pakistan. Ausgehend von der Tradition der islamischen Kalligrafie experimentierte er mit Schriftzügen und ging später zur bildhaften Malerei mit Ölfarben, aber auch Filzstiften, über. Im Dezember 1960 wurde er von der „International Association of Plastic Art“ nach Paris eingeladen und gewann 1961 den Kritikerpreis bei der Biennale_von_Paris. In den Jahren 1954 bis 1964 fertigte er zahlreiche Wandbilder in staatlichen und öffentlichen Gebäuden. Bekannt sind seine oft ikonografisch anmutenden, teils stark abstrahierten Porträts. Sadequain illustrierte auch Gedichte liberaler pakistanischer Dichter wie Faiz Ahmed Faiz und Muhammad Iqbal. Mit Werken der Kalligraphie und Malerei trat er unter anderem in Wanderausstellungen im Nahen Osten, Europa oder den vereinigten Staaten auf. Sadequain reiste viel und fertigte Wandgemälde. 1981 erwarb er ein Haus in Islamabad. Ein Deckengemälde und einige seiner Kalligraphien befinden sich in der ständigen Sammlung des Lahore Museums, im National Museum in Karatschi und in Privatsammlungen in ganz Pakistan.
Da er auch Syed heißt stammt er auch von Fatima-tul-Zahra (die Tochter des islamischen Propheten Mohammed) ab. Er starb mit 57 Jahren in Karachi. Er war ein Muhajir.

## Werke (Auswahl)
Wandmalereien

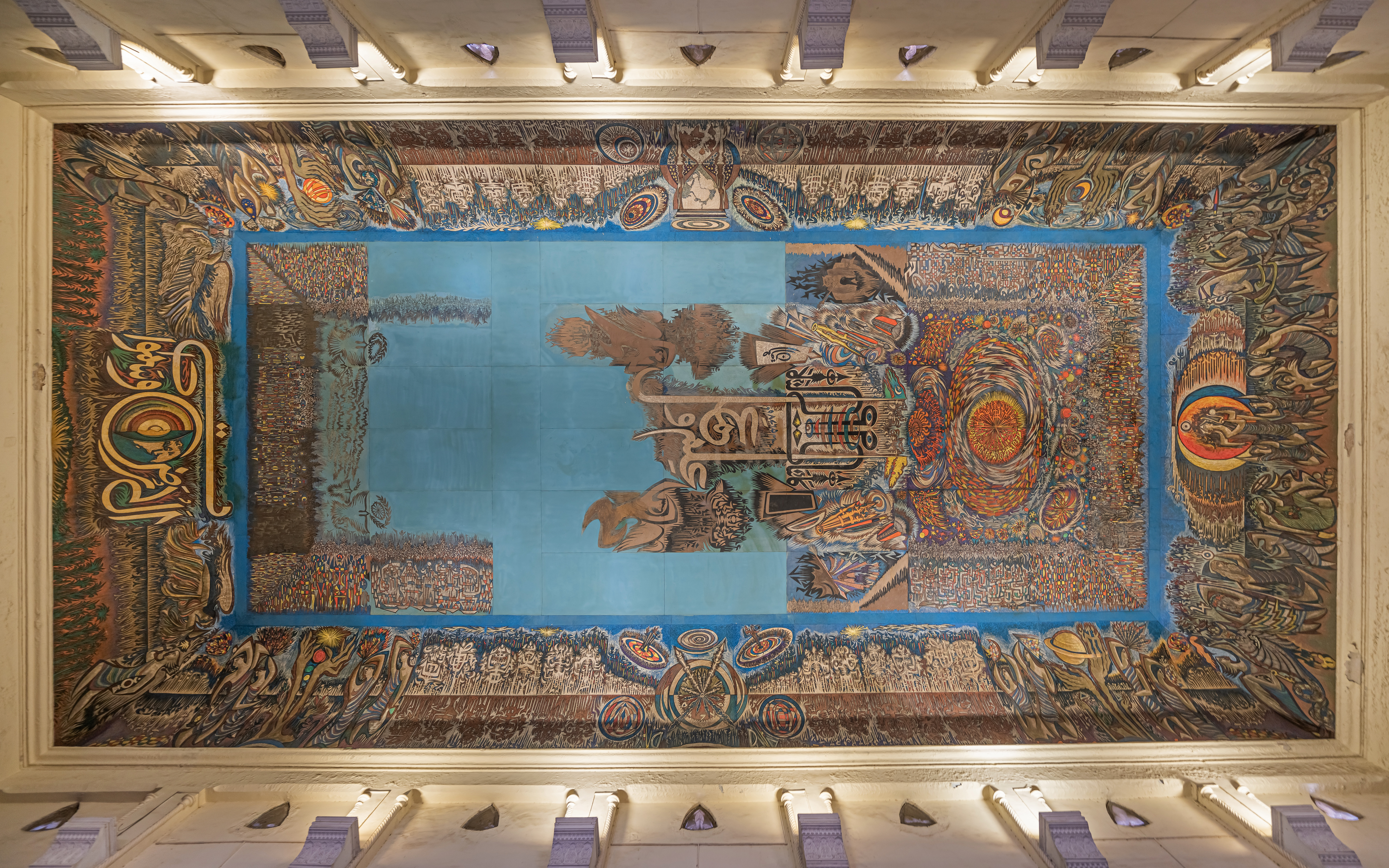
Ein Deckenfresko von Sadequain in Karatschi

- Nationalbank (1961) und Marinehauptquartier in Karatschi
- Hauptsitz der Quamar Abbas Tourism Society
- Öffentliche Bücherei und Universität in Punjab
- Lahore Museum

## Auszeichnungen
- März 1960: Tamgha-e-Imtiaz-Orden des pakistanischen Präsidenten[2]
- Juli 1960: 1. Preis bei der „All Pakistan National Exhibition“
- 1961: „Laureate Biennale de Paris“ (Kritikerpreis) vergeben bei der Biennale von September bis Oktober in Paris[2]
- März 1962: Orden „Pride of Performace“ des Präsidenten[2]
- 1975: „Cultural Award“ Österreich
- 1980: Sitara-e-Imtiaz, Pakistan
- 2020: Nishan-i-Imtiaz, Pakistan (Postum)[3]

## Ausstellungen (Auswahl)
- Juni–Juli 1962 Kulturzentrum (Maison de la culture) in Le Havre
- Oktober 1962: Einzelausstellung in der Galerie Lambert, und Dauerausstellung Galerie Mona Lisa in Paris